# .in
‎.in‏ دامنه اینترنتی کشور هند است.